# RPK-2 Wijuga
Die RPK-2 Wijuga (NATO-Codename: SS-N-15 Starfish) ist eine U-Boot-gestützte Lenkwaffe aus sowjetischer Produktion. Sie dient zur Bekämpfung von U-Booten.

## Entwicklung
Die RPK-2 Wijuga wurde speziell für die U-Boote der Klasse Projekt 705 (NATO-Codename Alfa-Klasse) entworfen. Die Entwicklung begann im Jahr 1960. In den Jahren 1965 bis 1968 erfolgten Teststarts sowie die anschließenden Abnahmetest durch die Staatsbehörden. Die ersten Waffen wurden 1969 der sowjetischen Marine ausgeliefert. Zuerst wurde die RPK-2 nur auf den U-Booten des Projekts 705 eingesetzt. Später kam die Rakete auch auf anderen U-Boot-Klassen zum Einsatz.

## Technik
Die Lenkwaffe wird aus den 533-mm-Standard-Torpedorohren von U-Booten verschossen. Der Start kann aus einer Tauchtiefe von 60 m erfolgen. Nach dem Verlassen des Torpedorohres zündet der Raketenmotor und treibt die Lenkwaffe zur Wasseroberfläche. Nach dem Durchstoßen der Wasseroberfläche folgt die Lenkwaffe einer ballistischen Flugbahn. Die Fluggeschwindigkeit liegt bei rund Mach 1,6. Die Lenkwaffensteuerung erfolgt über ein Trägheitsnavigationssystem. Im vorprogrammierten Zielgebiet wird der Nukleargefechtskopf oder der Torpedo ausgestoßen. Die nukleare Wasserbombe detoniert in einer vorselektierten Wassertiefe. Mit der RPK-2 Wijuga können U-Boote bis in eine Tiefe von 600 m bekämpft werden. Die Version RPK-2 Tsakra kann auch von Überwasserschiffen aus eingesetzt werden. Die RPK-2 Wijuga dient primär zur Bekämpfung von U-Booten. Die nuklear bestückten Ausführungen können in einer sekundären Rolle auch gegen Schiffe oder Küstenziele eingesetzt werden.

## Varianten
- RPK-2 Vijuga / 81R: Mit einer nuklearen Wasserbombe mit einer Sprengkraft von 5 oder 200 kT als Gefechtskopf. Reichweite 40–45 km.[4]
- RPK-2 Tsakra / 82R: Mit einem APR-3 oder UMGT-Torpedo als Gefechtskopf. Reichweite 30–37 km.[3][4]
- 81T, 81RT: Varianten für den Einsatz ab 650-mm-Torpedorohren. Entwicklung eingestellt.[5]

## Status
Die RPK-2 wurde ab Mitte der 1990er Jahre teilweise durch die RPK-6 ersetzt. Zurzeit befindet sich nur noch die nicht-nukleare RPK-2 Tsakra im Einsatz. Das Nachfolgemodell der RPK-2 ist die 81RU Otwet, welche seit 2020 von der Russischen Seekriegsflotte getestet wird. Die RPK-2 kann von den folgenden U-Boot-Klassen eingesetzt werden:
- Projekt 641 (Tango-Klasse)
- Projekt 661 (Papa-Klasse)
- Projekt 671 (Victor-Klasse)
- Projekt 705 (Alfa-Klasse)
- Projekt 941 (Typhoon-Klasse)
- Projekt 945 (Sierra-Klasse)
- Projekt 949 (Oscar-Klasse)
- Projekt 971 (Akula-Klasse)